# Aero Ae-45
Aero Ae-45 var ett tvåmotorigt trafikflygplan, som tillverkades i Tjeckoslovakien av Aero Vodochody 1947–1951 och av Let Kunovice till 1961. 
Utvecklingsarbetet påbörjades 1946 av Jiři Bouzek, Ondřej Němec och František Vik. Konstruktionen, som har drag från tyska Siebel Si 204, vilket, liksom andra tyska flygplan som Messerschmitt Bf 109, tillverkades i Tjeckoslovakien under den tyska ockupationen. Den första prototypen premiärflög  den 21 juli 1947 och den andra ett år senare. Provflygningarna genomfördes utan incidenter och modellen godkändes för serieproduktion 1948. Modellen benämndes "45", inte som en direkt fortsättning av Aeros numrering av modeller från före andra världskriget, utan som en referens hänvisning till flygplaner hade 4–5 passagerarplatser.  
Aero Ae-45 hade en droppformad flygplanskropp med släta ytor och en rundad nos som var rikligt försedd med glasytor. Denna gav mycket bra sikt utåt. Den hade en lågt placerad vinge, på vilken motorgondolerna var monterade, och ett konventionellt utformat stjärtparti. Huvudlandstället var infällbart, men stjärthjulet fast monterat utanpå flygplanskroppen.
Ae-45-prototyperna framträdde ofta utomlands. I augusti 1949 vann provflygaren Jan Anderle (1900–1982) "Norton Griffiths Race" i Storbritannien. De båda prototyperna satte också flera internationella rekord. 
Förutom i Tjeckoslovakien användes Ae-45 i Kina, Östtyskland, Frankrike, Ungern, Italien, Polen, Rumänien, Sovjetunionen och Schweiz. Ett stort antal flygplan exporterades till Ungern, där det blev känt under namnet Kócsag ("häger").

## Bildgalleri

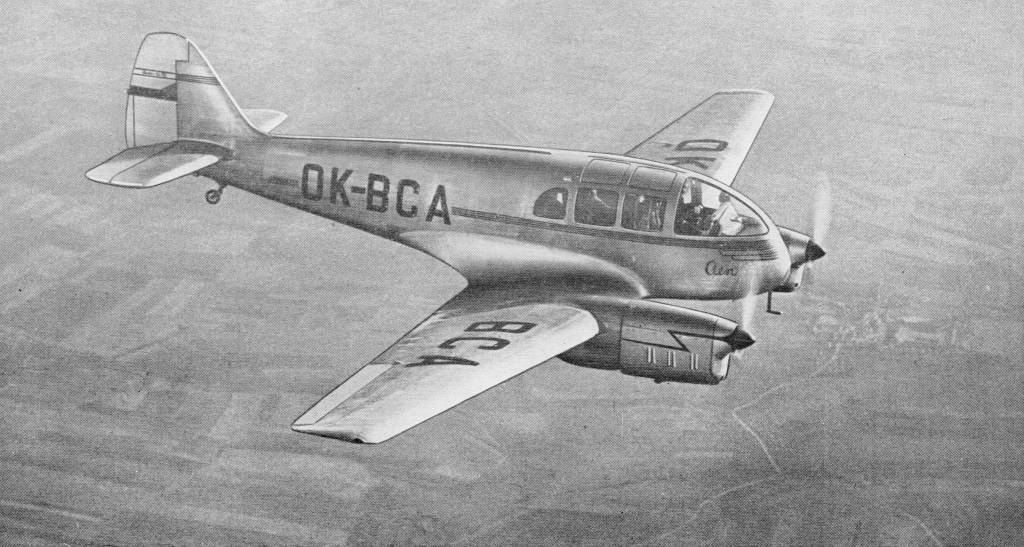
Den första prototypen, OK-BCA, 1948
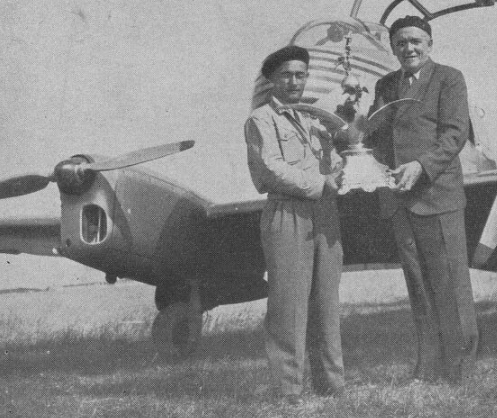
Jan Anderle med Norton Griffiths Challenge Trophy, 1949
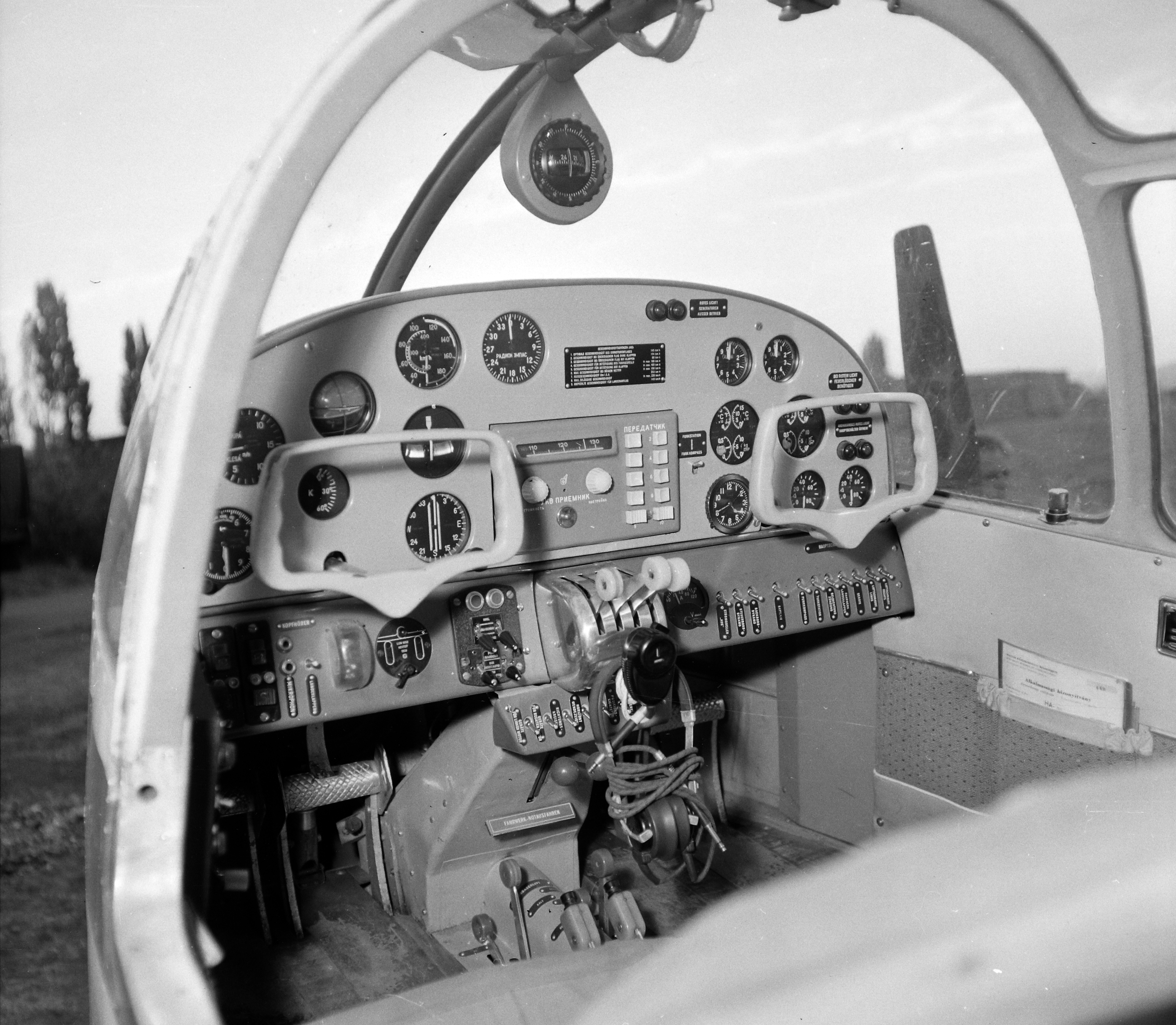
Cockpit, 1961
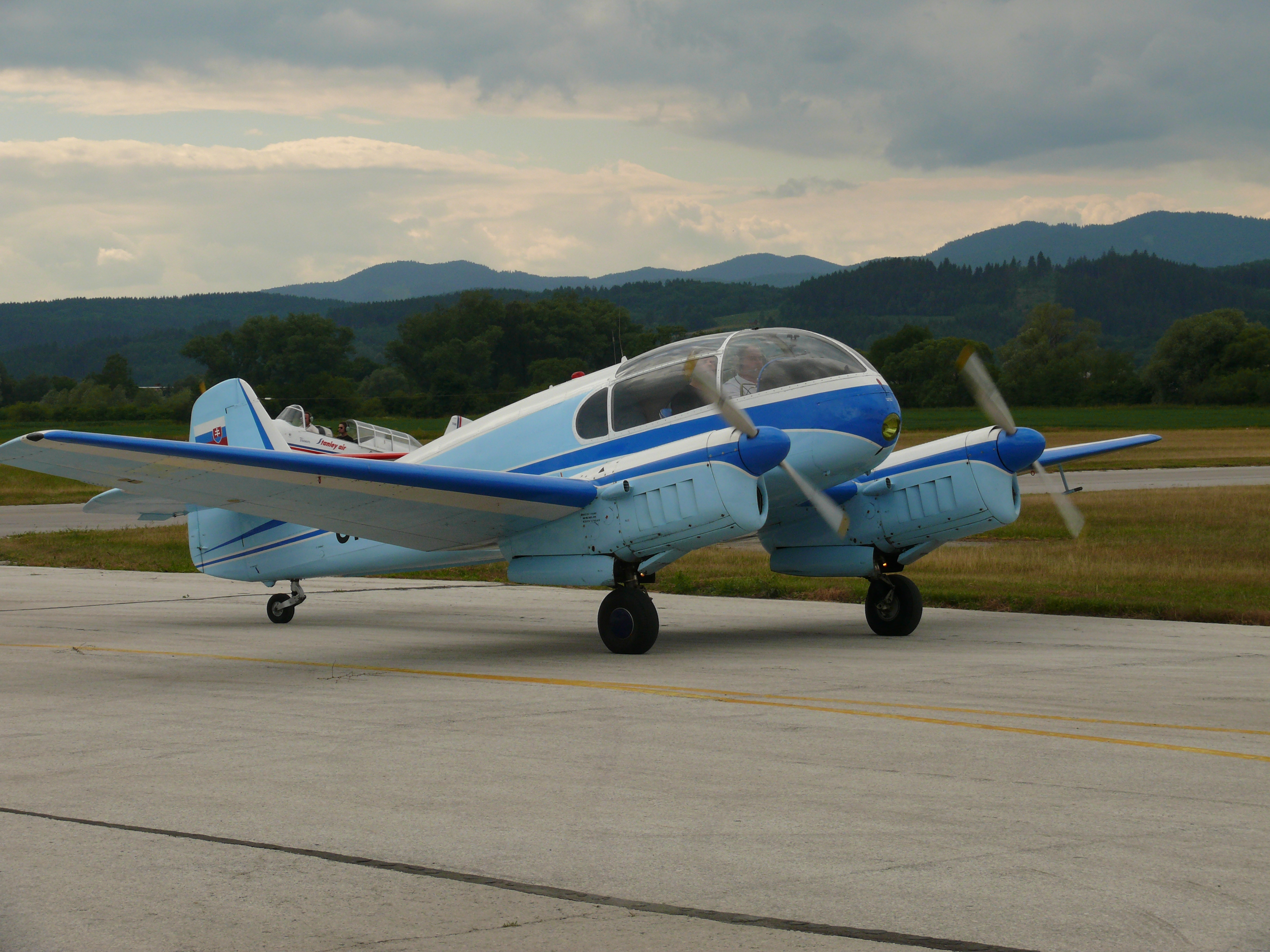
En Ae-45 fotograferad i Tjeckien
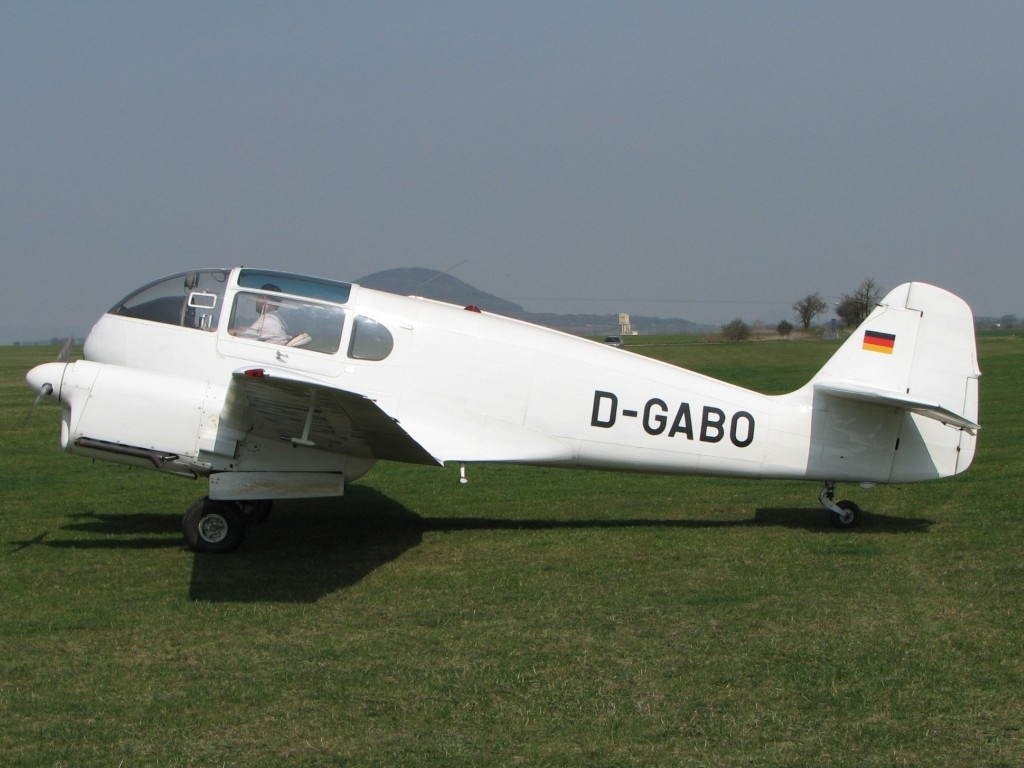
En Let Aero Ae-45 fotograferad i Tyskland
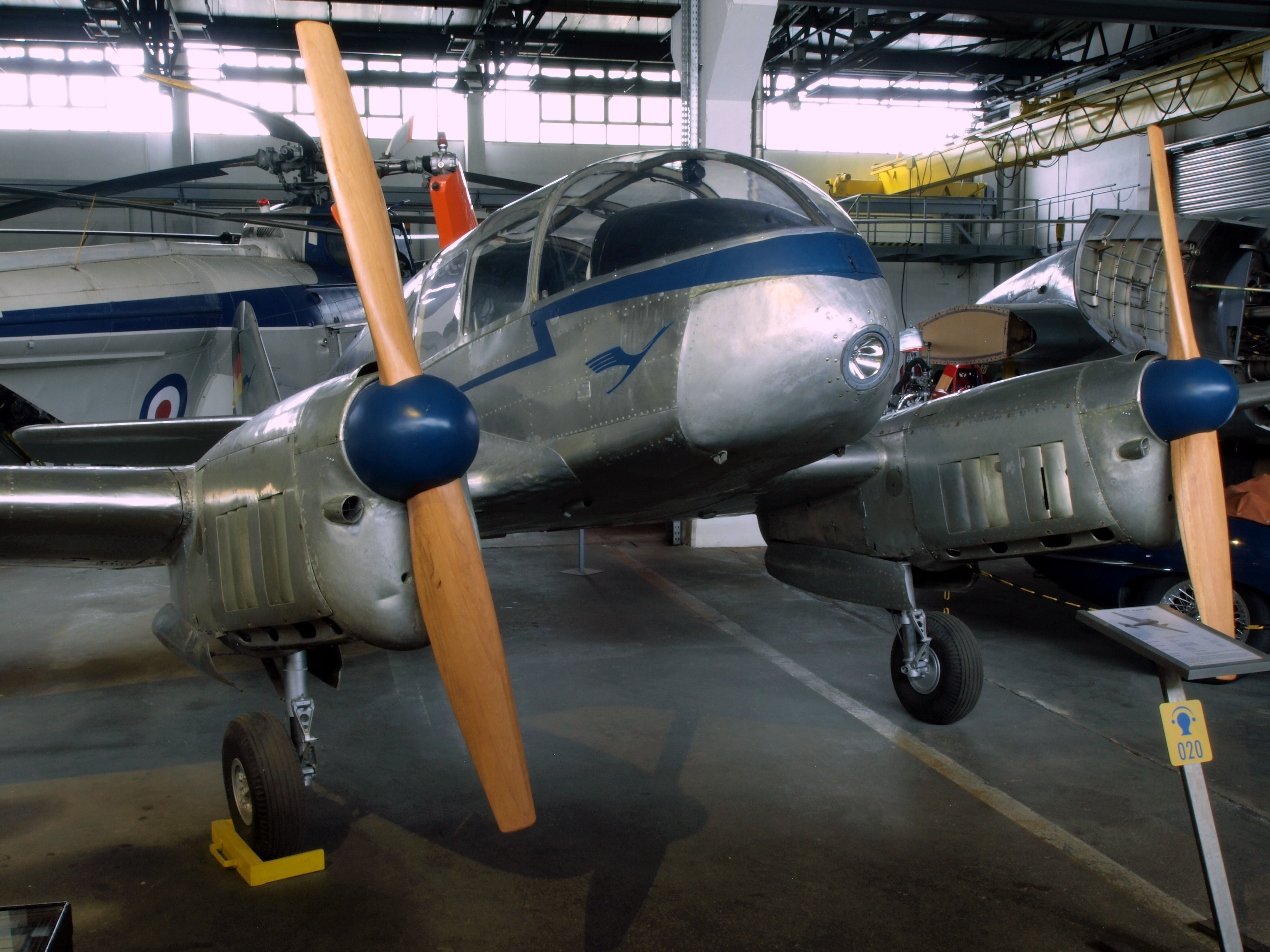
En Lufthansa LET Aero Ae-45, 1948